# سيروان (الري)
السيروان، هو موضع يقع بالقرب من مدينة الرَّي (الجزء الجنوبي من طهران في إيران المُعاصرة). نزل في السيروان، الأمير العبَّاسي مُحمَّد المهدي في خلافة أبيه المنصور حين توجه إلى خراسان. في هذا الموضع، قام المهدي ببناء أبنية فيها. ووُلد فيه ابنه الخليفة موسى الهادي سنة 146هـ / 764م. تختلف سيروان الرَّي عن سيروان في ماسبذان.

### فهرس المنشورات
1. ↑  الحموي (1977)، ج. 3، ص. 296-297.

### معلومات المنشورات كاملة
الكتب مرتبة حسب تاريخ النشر
- ياقوت الحموي (1977)، معجم البلدان (ط. 1)، بيروت: دار صادر، OCLC:1014032934، QID:Q114913343